# 6962 Summerscience
6962 Summerscience (1990 OT) là một tiểu hành tinh vành đai chính được phát hiện ngày 22 tháng 7 năm 1990 bởi E. F. Helin ở Palomar. Nó đã được đặt tên cho Chương trình Khoa học Mùa hè.